# 3167 Babcock
3167 Babcock è un asteroide della fascia principale del diametro medio di circa 12,27 km. Scoperto nel 1955, presenta un'orbita caratterizzata da un semiasse maggiore pari a 2,5416362 UA e da un'eccentricità di 0,1074530, inclinata di 15,57920° rispetto all'eclittica.
L'asteroide è dedicato agli astronomi statunitensi, rispettivamente padre e figlio, Harold Delos Babcock e Horace Welcome Babcock.